# مسیه ۲۹
مسیه ۲۹(به انگلیسی: Messier 29) یا ان‌جی‌سی ۶۹۱۳ یک خوشه ستاره‌ای باز در صورت فلکی ماکیان است که فاصله آن از زمین هفت هزار ود دویست سال نوری و قدر ظاهری آن ۹.۰ است.